# Ignacio F. Iquino
Ignacio Farrés Iquino (* 25. Oktober 1910 in Valls, Katalonien; † 29. April 1994 in Barcelona) war ein spanischer Regisseur, Drehbuchautor und Filmproduzent.

## Leben
Iquino wandte sich in seiner Jugend der Malerei und der Musik zu und erwarb sich Anerkennung als Maler und Ausstatter, bevor er sich 1934 seiner großen Bestimmung widmete: Dem Kino. 1934 gründete er seine Produktionsgesellschaft Emisora Films. Der erste von ihr produzierte Film war Al margen de la ley, einer der größten Erfolge der 1930er Jahre.
Nach dem Spanischen Bürgerkrieg nahm Iquino seine Produktions- und Regisseurstätigkeit in verstärktem Umfang auf und drehte erfolgreiche Komödien (Alma de dios, 1941; Los ladrones somos gente honrada; 1942) und Melodramen (Una sombra en la ventana; 1944). Mit großem Instinkt für die Publikumsbedürfnisse dieser Zeit fertigte er daneben patriotische Werke (Noche sin cielo, 1947) und war der Begründer des spanischen Kriminalfilms (El obstáculo, 1945; Brigada criminal, 1950). 1952 schuf er mit dem religiösen Film El Judas ein höchst umstrittenes Werk, das auch Zensurprobleme bekam. Iquino, der sich jedoch stets mit den politischen Verhältnissen arrangierte, übte hier milde Kritik an der Gesellschaft und den Politikern.
Zu Beginn der 1960er Jahre erkannte auch Iquino die kommerziellen Möglichkeiten der Spaghettiwestern und produzierte etliche davon; zehn Jahre später war er einer der ersten, der die Welle von Sexfilmen für den spanischen Markt adaptierte. Mit dem Ende der Diktatur wandte er sich dann sogar dem Pornofilm zu, bis er 1984 seine Karriere beendete.
In seiner langen Schaffenszeit skriptete er etwa 100 Filme und führte bei fast 90 Regie – ihre Qualität differiert dabei erheblich; im deutschen Sprachraum liefen allerdings nur ganz wenige seiner Arbeiten.
Für den internationalen Markt verwendete er verschiedene Pseudonyme, so zum Beispiel Steve M(a)cCohy, Steve McCoy oder John Wood.

## Filmografie (Auswahl)

### Regie
- 1937: Diego Corrientes
- 1952: Judas (El Judas)
- 1955: Gesperrte Wege (Camino cortado)
- 1957: Sag es mit Musik (Quiéreme con musica)
- 1961: Entfesselte Triebe (Juventud a la intemperie)
- 1965: Nevada Joe (Oeste Nevada Joe)
- 1970: Chrysanthemen-Bande (La banda de los tres crisantemos)
- 1971: Un colt por 4 cirios
- 1972: Whisky, Plattfüße und harte Fäuste (Los fabulosos de Trinidad)
- 1984: Yo amo la danza

### Drehbuch
- 1965: Cinco pistolas de Texas
- 1965: Río Maldito
- 1966: Keinen Dollar für dein Leben (Un Dollaro di fuoco) (& Produktion)
- 1969: La taglia è tua… l’uomo l’ammazzo io
- 1970: Rancheros (La diligencia de los condenados) (& Produktion)
- 1971: Zwei Halleluja für den Teufel (Abre tu fosa amigo… llega Sabata)
- 1972: Ninguno de los tres se llamaba Trinidad (& Produktion)

### Produktion
- 1953: La montaña sin ley
- 1970: Dein Leben ist keinen Dollar wert (Veinte pasos para la muerte) (& Drehbuch)